# Grand Prix Cycliste de Montréal 2018
Grand Prix Cycliste de Montréal 2018 var den 9. udgave af cykelløbet Grand Prix Cycliste de Montréal. Det var det 35. arrangement på UCI's World Tour-kalender i 2018 og blev arrangeret 9. september 2018. Løbet blev vundet af australske Michael Matthews fra Team Sunweb.

## Hold og ryttere
| UCI WorldTeams (18)- AG2R La Mondiale - Astana - Bahrain-Merida - BMC Racing Team - Bora-Hansgrohe - Dimension Data - EF Education First-Drapac p/b Cannondale - Groupama-FDJ - Katusha-Alpecin - Lotto NL-Jumbo - Lotto Soudal - Mitchelton-Scott - Movistar Team - Quick-Step Floors - Sky - Team Sunweb - Trek-Segafredo - UAE Team Emirates UCI Professionelle kontinentalthold (2)- Israel Cycling Academy - Rally Cycling Landshold- Canada |
| |

### Danske ryttere
- Jakob Fuglsang kørte for Astana Pro Team
- Michael Valgren kørte for Astana Pro Team
- Jesper Hansen kørte for Astana Pro Team
- Magnus Cort kørte for Astana Pro Team
- Søren Kragh Andersen kørte for Team Sunweb

## Resultater
| \| Samlede stilling \| Samlede stilling \| Samlede stilling \| Samlede stilling \| Samlede stilling \| \| Rytter \| Rytter \| Hold \| Tid \| \| \| ---------------- \| -------------------- \| ----------------- \| ---------------- \| ---------------- \| \| 1. \| Michael Matthews \| Team Sunweb \| 5t 19' 27" \| \| \| 2. \| Sonny Colbrelli \| Bahrain-Merida \| + 0" \| \| \| 3. \| Greg Van Avermaet \| BMC Racing Team \| + 0" \| \| \| 4. \| Oliver Naesen \| AG2R La Mondiale \| + 0" \| \| \| 5. \| Timo Roosen \| LottoNL-Jumbo \| + 0" \| \| \| 6. \| Rui Costa \| UAE Team Emirates \| + 0" \| \| \| 7. \| Diego Ulissi \| UAE Team Emirates \| + 0" \| \| \| 8. \| Michael Valgren \| Astana \| + 0" \| \| \| 9. \| Patrick Konrad \| Bora-Hansgrohe \| + 0" \| \| \| 10. \| Edvald Boasson Hagen \| Dimension Data \| + 0" \| \| |                      |                   |            |
| |                      |                   |            |
| Kilde: ProCyclingStats |                      |                   |            |
| Samlede stilling |                      |                   |            |
| Rytter | Rytter               | Hold              | Tid        |
| 1. | Michael Matthews     | Team Sunweb       | 5t 19' 27" |
| 2. | Sonny Colbrelli      | Bahrain-Merida    | + 0"       |
| 3. | Greg Van Avermaet    | BMC Racing Team   | + 0"       |
| 4. | Oliver Naesen        | AG2R La Mondiale  | + 0"       |
| 5. | Timo Roosen          | LottoNL-Jumbo     | + 0"       |
| 6. | Rui Costa            | UAE Team Emirates | + 0"       |
| 7. | Diego Ulissi         | UAE Team Emirates | + 0"       |
| 8. | Michael Valgren      | Astana            | + 0"       |
| 9. | Patrick Konrad       | Bora-Hansgrohe    | + 0"       |
| 10. | Edvald Boasson Hagen | Dimension Data    | + 0"       |